# Jorge Zepeda Patterson
Jorge Zepeda Patterson (Mazatlán, Sinaloa; 24 de octubre de 1952) es un periodista, escritor, analista político, economista y sociólogo mexicano.

## Trayectoria
Es licenciado en Economía por la Universidad de Guadalajara, maestro por la Facultad Latinoamericana de Ciencias Sociales (Flacso) y cuenta con estudios de doctorado en Ciencia Política en la Sorbona de París.
Formado en el diario El País de Madrid, fundó y dirigió el periódico Siglo 21 de Guadalajara desde su fundación en 1991 hasta el 30 de abril de 1997, día en el que renunció, para crear el diario Público. Un día antes de que Zepeda anunció el primer número de Público, hubo una operación que buscó cerrar a Siglo 21, mediante la salida masiva de sus empleados. Sin embargo, Siglo 21 sobrevivió a ese intento de desaparecerlo y, finalmente, Zepeda se vio obligado a vender 66.66 por ciento de Público a los propietarios de Grupo Multimedios, (que posteriormente renombraron a Público como Milenio Jalisco, denominación que mantiene hasta la fecha). En 1999 deja Público para asumir la subdirección de El Universal en la Ciudad de México, cargo que desempeñaría hasta 2001.
En marzo de 2000, cofundó el sitio Unafuente.com, portal dedicado a la difusión de noticias provenientes de las páginas de internet de diversos medios de comunicación; en junio, funda El Despertador, empresa que publicó el semanario dominical Día Siete — que circuló hasta 2011 en varios diarios de México con 300 000 ejemplares semanales verificados— y la revista Energía Hoy, especializada en negocios. En televisión, condujo, en colaboración con Raymundo Riva Palacio y Estela Livera, el programa Código, producción de El Universal TV y Proyecto 40.
Fue director editorial de El Universal del 20 de noviembre de 2008 hasta el 2 de diciembre de 2010, cuando fue sustituido por el periodista Roberto Rock. En 2011, fundó el sitio SinEmbargo, dedicado al periodismo digital. 
En 2013, publicó su primera novela, Los Corruptores, un relato policiaco que integra elementos de periodismo de investigación, la cual fue finalista del Premio Hammett. Al año siguiente, su novela Milena o el fémur más bello del mundo, le hizo acreedor del Premio Planeta, siendo el primer mexicano galardonado con el premio.
Hasta diciembre de 2014, su columna «Rehilete», colaboración para El Universal, se reproducía en diversos periódicos regionales de México, entre ellos, El Informador de Guadalajara, Diario de Yucatán, Pulso de San Luis Potosí, El Sur de Guerrero, El Siglo de Torreón y Tabasco Hoy.
Actualmente, escribe la columna «Pensándolo bien» en la edición para América de El País y en el periódico digital de izquierda SinEmbargo.

## Libros
No ficción
- Michoacán: Economía, política y sociedad, UNAM (1985).
- Las sociedades Rurales Hoy, El Colegio de Michoacán (1988).
- Los suspirantes. Los candidatos de carne y hueso, Planeta (2005).
- El presidente, Planeta (2006).
- Los amos de México, Planeta (2007).
- El Presidente Electo. Instructivo para sobrevivir a Calderón y su gobierno, Planeta (2007)/con Salvador Camarena.
- Los intocables, Planeta (2008) (coord.).
- La sucesión, Planeta (2024).
- Presidenta: La victoria de una mujer en un país de hombres, Planeta (2024)

Novela
- Los corruptores, Planeta (2013).[5]
- Milena o el fémur más bello del mundo, Planeta (2014).[6]
- Los usurpadores, Planeta (2016).[7]
- Muerte contrarreloj, Ediciones Destino (2018).[8][9]
- El dilema de Penélope, Ediciones Destino (2023).[10]

## Reconocimientos
- Premio Maria Moors Cabot en 1999
- Premio Nacional de Periodismo José Pagés Llergo en la categoría de Trayectoria (2009).[11]
- Premio Planeta 2014 por la novela Milena o el fémur más bello del mundo[4]